# Obština Kavarna
Obština Kavarna (bulharsky Община Каварна) je bulharská jednotka územní samosprávy v Dobričské oblasti. Leží v severovýchodním cípu Bulharska u Černého moře. Sídlem obštiny je město Kavarna, kromě něj zahrnuje obština 20 vesnic. Žije zde přes 14 tisíc stálých obyvatel.

## Sídla
| - Bălgarevo - Belgun - Bilo - Božurec - Čelopečene - Chadži Dimităr - Ireček | - Kamen Brjag - Kavarna (sídlo správy) - Krupen - Mogilište - Nejkovo - Poručik Čunčevo - Rakovski | - Selce - Septemvrijci - Topola - Travnik - Vidno - Vranino |

## Sousední obštiny
| Růžice kompasu | General Toševo |                 | Šabla | Růžice kompasu |
| Růžice kompasu | Balčik         | Sever           |       | Růžice kompasu |
| Růžice kompasu | Balčik         | Obština Kavarna |       | Růžice kompasu |
| Růžice kompasu | Balčik         | Jih             |       | Růžice kompasu |
| Růžice kompasu |                |                 |       | Růžice kompasu |

## Obyvatelstvo
K 15. prosinci 2024 v obštině žilo 14 506 obyvatel a bylo zde trvale hlášeno 15 018 obyvatel. Podle sčítání 7. září 2021 bylo národnostní složení následující:
- Bulhaři: 9 077 (72.3 %)
- Romové: 2 797 (22.3 %)
- Turci: 451 (3.6 %)
- ostatní[p 4]: 235 (1.9 %)

V období 2011 až 2021 v obštině ubylo 1 684 obyvatel.